# Paphinia zamorae
Espèce
Paphinia zamorae Garay est une espèce de plantes à fleurs de la famille des Orchidaceae (les orchidées) et de la sous-tribu des Stanhopeinae.
L’espèce est proche de Paphinia neudeckeri, espèce également originaire d’Équateur. Elle en diffère principalement par la formation de callus au centre du labelle, l’hypochile deltoïde, et un seul ensemble de cirrhi à la base du labelle.

## Étymologie
Nommée en référence à la province de Zamora-Chinchipe en Équateur où la plante a été découverte. 

## Diagnose
Planta epiphytica; pseudobulbis ovoideis, bifoliatis, 3.7 cm longis, 1.5 latis; foliis plicatis, ellipticis, utrinque abrupte attenuatis, breviter petiolatis, usque ad 20 cm longis, 4 cm latis; inflorescentiis brevibus, 2-, 4-floris; floribus apertis; sepalis petalisque ferrugineis, albo marginatis; sepalis dimidio inferiori lineis albis, longitudinalibus transversisque decoratis ; sepalo postico anguste ovato-lanceolato, acuto, 50-55 mm longo, 18-20 mm lato ; sepalis lateralibus inter se breviter (5 mm) connatis, oblique elliptico-lanceolatis, acuminatis, 50-55 mm longis, 13-15 mm latis ; petalis anguste elliptico-lanceolatis, acutis, 45-50 mm longis, 10-13 mm latis ; labello porrecto, hypochilio e cuneata basi inter se deltoideo, lobis utrinque falcato-triangulis, erectis, ad basin bisetaceis, hypochilio in ambitu triangulo, antice rotundato et margine longe clavato-ciliato, disco valde rugoso, in centro callo 3-setaceo ornato. Toto labello 25 mm longo, 18 mm lato ; columna leviter arcuata, supra auriculata, 2 cm longa ; ovario pedicellato 4.5 cm longo. 
- Garay. Harvard Papers in Botany 4 (1) : 310, f. 7a. 1999.

## Répartition et biotope
La plante type a été récoltée à El Condor en Équateur dans la province de Zamora-Chinchipe. La plante est conservée dans la collection de Ralph Levy Jr., Memphis, Tennessee. 